# Centro de Convenções do Pantanal
O Centro de Convenções do Pantanal - Miguel Gómez localiza-se no Porto Geral, na cidade de Corumbá-MS, com uma vista privilegiada do rio Paraguai, onde se observa também o pôr-do-sol e a estrutura de captação de água que abastece a cidade.

## Generalidades históricas
O local era um armazém da Portobrás, que controlava toda a riqueza importada e exportada pelo terceiro maior entreposto comercial da América Latina no final do século XIX e início do XX.
A primeira fase do centro de convenções foi concluída em 2009 e a segunda (que compreende o auditório-anexo de 700 lugares) foi concluída em 2011.

## Infra-estrutura
O projeto é de autoria do arquiteto corumbaense Carlos Lucas Mali, estando em uma área de 4.400 m2 com climatização e sistema multimídia de som. Possui alamedas de palmeiras, mirantes e monumentos em homenagem aos imigrantes e aos pescadores. Sua infra-estrutura compõe:
Auditórios
- Dois auditórios com 75 lugares cada
- Auditório-anexo com 700 lugares, com palco de 152 m2
- Cinco salas de reuniões

Comodidades
- Cafeteria
- Choperia
- Restaurante

Externo
- Estacionamentos para 240 veículos.
- Local para embarque-desembarque direto